# Ondřej Trojer
Ondřej Trojer (též Andreas Troyer; 25. října 1648, Kralovice – 18. července 1699, Plasy) byl v letech 1681–1699 opat cisterciáckého kláštera v Plasích.
Po studiu filosofie a kanonického práva na koleji sv. Bernarda v Praze se stal superiorem semináře, posléze profesorem a rektorem koleje. Noviciát absolvoval v Plasích pod vedením P. Schimanna. Plaským opatem byl zvolen 31 hlasy dne 13. září 1681. Od roku 1685 působil jako vizitátor a generální vikář cisterciácké provincie pro Čechy, Moravu a obojí Lužici.
Opat Trojer započal barokní přestavbu kláštera novou stavbou prelatury a sýpky, založil v Mariánské Týnici proboštství, také nechal přestavět a zvětšit tamější kostel, ke kterému připojil ambitové nádvoří se zvonicí. Osídlil pusté vsi Kopidlo, Hradecko, Hubenov, na pozemcích zaniklých vsí Doubravice a Šebíkov založil Trojany, u zaniklé vsi Těškov založil Ondřejov (Trojany i Ondřejov jsou pojmenované právě po něm), stavěl nový hospodářský dvůr v Lomanech a začal také s výstavbou chalup na Hadačce.
Byl mimo jiné i poradcem tehdejšího císaře Leopolda I. při mezinárodních jednáních.
| Opati plaského kláštera       | Opati plaského kláštera | Opati plaského kláštera |
| ----------------------------- | ----------------------- | ----------------------- |
| Předchůdce: Benedikt Engelken | 1681–1699 Ondřej Trojer | Nástupce: Evžen Tyttl   |